# Aclla
Aclla, även kända som Solens jungfrur, var namnet för en kategori prästinnor i Inkariket.

Varje år valde en särskilt grupp statliga tjänstemän, apupanaca ut ett antal flickor mellan åtta och tio års ålder som tribut från varje provins. Flickorna valdes normalt ut från överklassen och skulle vara de vackraste, intelligentaste och mest begåvade. De fick därefter bo i särskilda hus, acllawasi, där de under fyra år undervisades i religion och hushållskunskaper som att spinna och väva. 
Efter fyra år avslutades deras utbildning. Därefter valdes de ut till att antingen giftas bort med framstående män som valdes ut åt dem, eller att permanent arbeta som prästinnor, mamakuna, och fortsätta leva i en klosterliknanden tillvaro i acllawasi-husen, som kunde ha 200 prästinnor. De tillverkade den dryck och föda som intogs under religiösa ritualer, och vakade över heliga objekt, huacas. En mindre del, de mest "perfekta", valdes ut till att bli människooffer, capacocha. De näst mest framstående sändes till acllawasi-huset i huvudstaden Cuzco, där de valdes ut till att bli solgudens prästinnor, eller hustrur och konkubiner till inkan själv. Flera prinsessor blev aclla i Cuzco. 
Aclla-ämbetet avskaffades med spanjorernas erövring av Inkariket under 1530-talet. Under Manco Inca Yupanquis regeringstid, när inkan var spanjorernas fånge i Cuzco, våldtogs och kidnappades många kvinnor i Cuzco, som sedan blev konkubiner, tvångsdöptes och giftes bort med spanjorer, bland dem, både prinsessor och aclla-prästinnor. 